# Дидаскалія
Дидаскалія (старогрец. Didascalia — «наука») — інструкція, яку давав драматург акторам, зокрема, в старогрецькому театрі для інтерпретації драматичного тексту. В широкому розумінні слова і в наш час це — сценічні вказівки.
У старогрецькому театрі драматург здебільшого сам був режисером і актором. Тому зайвими були вказівки щодо гри, а отже, їх немає в рукописах. Дидаскалії містили радше дані про п'єсу, дату, місце її написання та постановки, а також результат драматичних конкурсів тощо. Вони настільки далекі від конкретних вказівок щодо гри, що не було зрозуміло, хто мав вимовляти навіть чітко схарактеризовані репліки. Відтак у Римі у дидаскаліях з'явилась коротка довідка про саму п'єсу та перелік драматіс персоне.
Термін «сценічні вказівки», який в наш час часто вживають, пасує радше до опису мети лінгвістичної функції цього другорядного тексту.